# Sint-Pieterskerk (Esen)

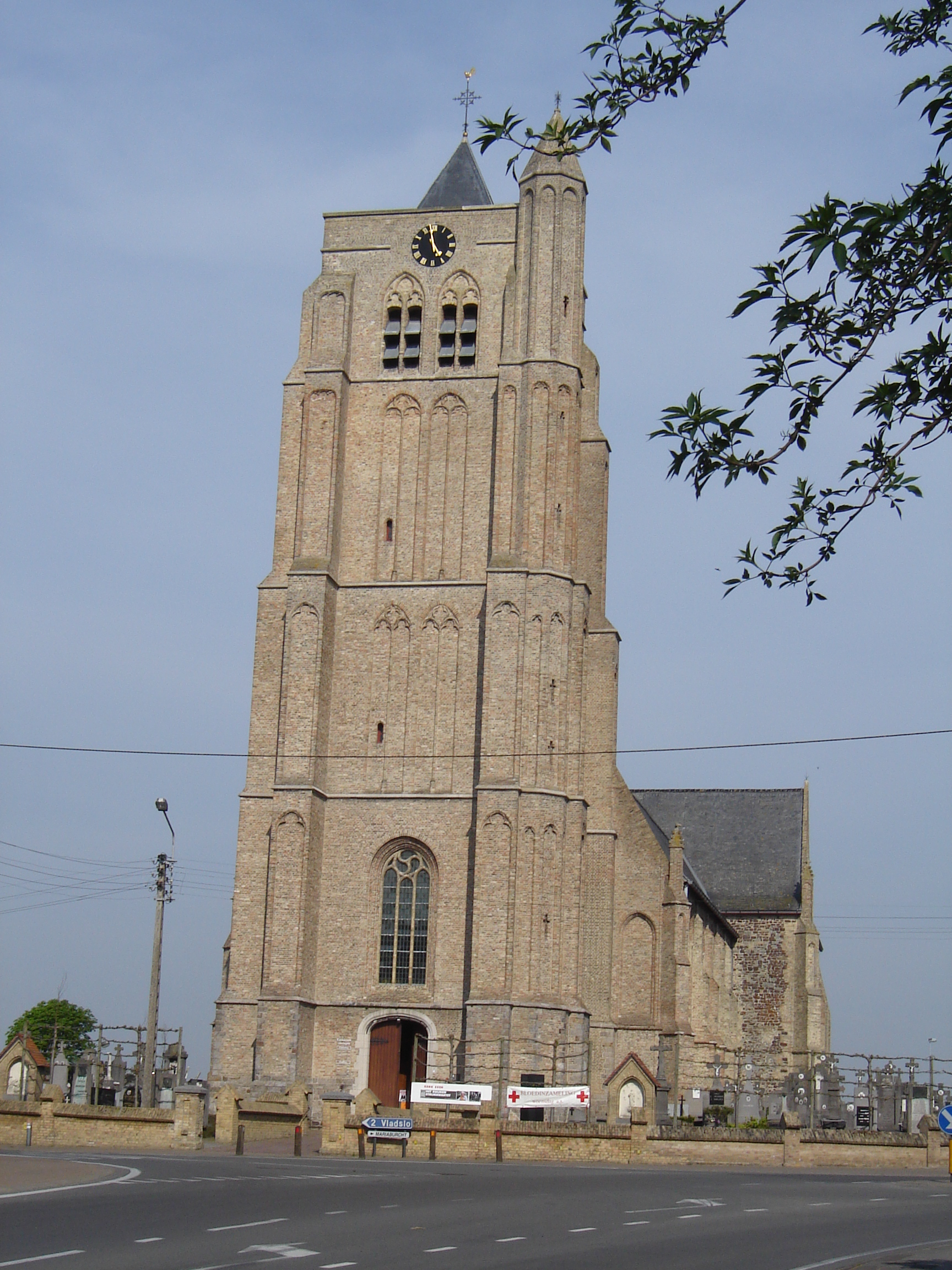
Sint-Pieterskerk

De Sint-Pieterskerk is de parochiekerk van de tot de West-Vlaamse gemeente Diksmuide behorende plaats Esen, gelegen aan Esenplein 1.

## Geschiedenis
De oudste vermelding van een kerk zou van 961 zijn, waarin sprake is van ecclesia de Esna cum capellis suis Diccamutha et Clarc, waarbij Diksmuide en Klerken dus hulpkapellen zouden zijn van de parochie van Esen. Ook in 1066 werd de kerk vermeld. Eind 12e eeuw werd het oorspronkelijke - mogelijk uit leem opgetrokken - vervangen door een romaans kerkgebouw in ijzerzandsteen en veldsteen. Bij opgravingen in 1969 werden hiervan de grondvesten van een rechte koorsluiting gevonden.
In 1488 werd de kerk door troepen van Keizer Maximiliaan I in brand gestoken. In de eerste helft van de 16e eeuw werd de kerk in hersteld tot een gotische hallenkerk. Omstreeks 1524 werd een westtoren toegevoegd. Omstreeks 1551 kwamen transept en zijbeuken gereed. Omstreeks 1578 werd de kerk opnieuw verwoest tijdens de godsdiensttwisten. Begin 17e eeuw werd de kerk hersteld.
Op 20 oktober 1914 werd de kerk door de Duitsers in brand gestoken, waarbij ook het archief en de kunstschatten verloren gingen. Op 20 mei 1917 werd de kerk door Belgische artillerie beschoten. Onder leiding van Thierry Nolf werd de herbouw van de kerk ter hand genomen en in 1926 werd deze kerk ingewijd. De westelijke transeptarm is opgetrokken uit ijzerzandsteen en vormt een reconstructie van het romaanse deel van de oorspronkelijke kerk.

## Gebouw
Het betreft een driebeukige bakstenen hallenkerk met voorgebouwde westtoren op vierkante plattegrond. De toren heeft steunberen en wordt gedekt door een tentdak.
Het orgel werd in 1971 vervaardigd door de firma Loncke en is in neobarokke stijl. In de kerk zijn enkele gedenkstenen voor de slachtoffers van de Eerste Wereldoorlog en voor het 8e en 18e Linieregiment, welke Esen bevrijdden. Er zijn glas-in-loodramen en een 17e-eeuwse grafsteen.